# Nahom Girmai Netabay
Nahom Girmai Netabay (28 augustus 1994) is een Zweeds voetballer die uitkomt voor Kalmar FF. 

## Carrière
Na voor verschillende clubs in Kristianstad gespeeld te hebben, werd Girmai op 9 december 2017 vastgelegd door Varbergs BoIS. Hier speelde hij twee seizoenen, waarna hij de overstap maakte naar IK Sirius FK. Girmar debuteerde op 14 juni 2020 in de Allsvenskan. In de wedstrijd tegen Djurgårdens IF kwam hij in de 74ste minuut in het veld als vervanger van Adam Hellborg.
Na twee seizoenen bij Sirius maakte Girmai de overstap naar Kalmar FF.

## Privé
Nahom Girmai heeft de Zweedse nationaliteit, maar is van Eritrese afkomst.